# クィントゥス・マルキウス・トレムルス
クィントゥス・マルキウス・トレムルス（ラテン語: Quintus Marcius Tremulus、生没年不詳）は紀元前4世紀から紀元前3世紀の共和政ローマのプレブス（平民）出身の政治家・軍人。執政官（コンスル）を二度務めた。

## 経歴
紀元前306年、クィントゥス・マルキウスはプブリウス・コルネリウス・アルウィナと共に執政官に就任した。
当時ヘルニキ族はアナグニア（現在のアナーニ）を中心に、アレトリウム（現在のアラトリ）、カピトゥルム（現在のピーリオ）、ウェルラエ（現在のヴェーロリ）、フェレンティヌム（現在のフェレンティーノ）といった都市が連合体（Confoederatio Hernica）を結び、宗教的・政治的な会合を開いていた。紀元前306年、ローマとヘルニキの同盟条約に違反したとの名目で、クィントゥス・マルキウスはアナグニアを攻撃してヘルニキ連合に容易に勝利し、連合を解体した。
また、ヘルニキから戻る途中、サムニウムと戦っていたプブリウス・コルネリウスを支援した。クィントゥス・マルキウスがサムニウムに到着すると、サムニウムは奇襲をかけてきたが、プブリウス・コルネリウスが救援に到着、両者は連合してサムニウムに勝利した。プブリウス・コルネリウスはそのままサムニウムに留まったが、クィントゥス・マルキウスはローマに戻り、ヘルニキとアナグニアに対する勝利を祝して凱旋式を実施した。さらにカストルとポルックス神殿の前で、エクィテス（騎士階級）の地位が与えられた。
紀元前288年には、同じプブリウス・コルネリウスとのコンビで、二度目の執政官に就任している。

## 参考資料
1. ↑  Smith, William. Dictionary of Greek and Roman Biography and Mythology v. 1, page 461 1, Boston: Little, Brown and Company, Vol. 3 p. 1171
2. 1 2  ティトゥス・リウィウス『ローマ建国史』、IX, 43.